# Neuilly-le-Réal (tổng)
Tổng Neuilly-le-Réal là một tổng ở tỉnh Allier trong vùng Auvergne.

## Địa lý
Tổng này được tổ chức xung quanh Neuilly-le-Réal thuộc quận Moulins. Độ cao thay đổi từ 209 m (Bessay-sur-Allier) đến 308 m (Saint-Voir) với độ cao trung bình 261 m.

## Hành chính
| Giai đoạn | Ủy viên       | Đảng | Tư cách                        |
| --------- | ------------- | ---- | ------------------------------ |
| 16        | Lucien Gonnot | URB  | Thị trưởng của Neuilly-le-Réal |
| 18        | Lucien Gonnot | URB  | Thị trưởng của Neuilly-le-Réal |

## Các đơn vị cấp dưới
Tổng Neuilly-le-Réal gồm 9 xã với dân số là 4 908 người (điều tra năm 1999, dân số không tính trùng)
| Xã                   | Dân số | Mã bưu chính | Mã insee |
| -------------------- | ------ | ------------ | -------- |
| Bessay-sur-Allier    | 1 378  | 03340        | 03025    |
| Chapeau              | 216    | 03340        | 03054    |
| La Ferté-Hauterive   | 285    | 03340        | 03114    |
| Gouise               | 216    | 03340        | 03124    |
| Mercy                | 293    | 03340        | 03171    |
| Montbeugny           | 552    | 03340        | 03180    |
| Neuilly-le-Réal      | 1 303  | 03340        | 03197    |
| Saint-Gérand-de-Vaux | 465    | 03340        | 03234    |
| Saint-Voir           | 200    | 03220        | 03263    |

## Biến động dân số
| 1962                                                     | 1968  | 1975  | 1982  | 1990  | 1999  |
| -------------------------------------------------------- | ----- | ----- | ----- | ----- | ----- |
| 5 061                                                    | 5 314 | 4 685 | 4 919 | 4 982 | 4 908 |
| Nombre retenu à partir de 1962 : dân số không tính trùng |       |       |       |       |       |